# Athous godarti
Athous godarti là một loài bọ cánh cứng trong họ Elateridae. Loài này được Mulsant & Guillebeau miêu tả khoa học năm 1853.